# Gmina Chynów
Gmina Chynów là một gmina nông thôn (khu hành chính) ở quận Grójec, Masovian Voivodeship, ở miền đông trung bộ của Ba Lan. Khu vực hành chính của nó là làng Chynów, nằm cách Grójec khoảng 16 kilômét (10 mi) về phía đông  và cách thủ đô Warsaw 35 km (22 mi) về phía nam.
Gmina có diện tích 137,07 kilômét vuông (52,9 dặm vuông Anh) và tính đến năm 2006, tổng dân số của nó là 9,442 người.

## Làng
Gmina Chynów gồm các làng và các khu định cư như Adamów Rososki, Barcice Drwalewskie, Barcice Rososkie, Budy Sułkowskie, Budziszyn, Budziszynek, Chynów, Dąbrowa Duża, Dobiecin, Drwalew, Drwalewice, Edwardów, Franciszków, Gaj Żelechowski, Gliczyn, Grobice, Henryków, Jakubowizna, Janow, Jurandów, Krężel, Kukały, Lasopole, Ludwików, Machcin, Mąkosin, Marianów, Martynów, Marynin, Milanów, Nowe Grobice, Pawłówka, Pieczyska, Piekut, Przyłom, Rososz, Rososzka, Staniszewice, Sułkowice, Watraszew, Węszelówka, Widok, Wola Chynowska, Wola Kukalska, Wola Pieczyska, Wola Żyrowska, Wygodne, Zalesie, Zawady, Żelazna, Żelechów và Żyrów.

## Gminas lân cận
Gmina Chynów giáp với các gmina như Góra Kalwaria, Grójec, Jasieniec, Prażmów và Warka.

## Ở nông thôn nghèo
Theo một bài báo gần đây của 'Der Spiegel', những đứa trẻ học tại trường tiểu học ở Chynów đang phải gánh chịu hậu quả của việc tăng giá thực phẩm, đến mức một bữa ăn ở trường là bữa ăn ngon nhất mà một đứa trẻ có thể nhận được, và họ đã đến để đại diện động viên cho một đứa trẻ đi học.
Tình trạng này rất khó để hòa giải với sự thật rằng Ba Lan là quốc gia đóng góp cho nhiều chương trình viện trợ lương thực quốc tế và EU, và Chynów nằm trong một khu vực có nhiều đất nông nghiệp.
Về lý do tại sao một vấn đề như vậy lại phát sinh liên quan đến việc cung cấp thực phẩm, trên và ngoài mức tăng giá hiện nay, có vẻ như việc thiếu sản xuất thực phẩm là do chính sách nông nghiệp của EU và/hoặc sự quản lý kém của nhà nước và/hoặc sự quản lý cấp quận.